# مارغريت وايلد
مارغريت وايلد (بالإنجليزية: Margaret Wild)‏ هي كاتِبة وكاتبة للأطفال جنوب أفريقية، ولدت في 1948 في Eshowe ‏ في جنوب أفريقيا.